# Alta
Alta (tradicionalno: Álaheadju; kvenski finski: Alattio) je grad i istoimena općina; sedma po veličini u Norveškoj. Grad je smješten na krajnjoj sjevernoj obali Norveške, u administrativnoj regiji Finnmark, čije je upravno središte. 
Alta je dobila ime po fjordu Altafjordenu, u čijem se zaljevu nalazi, na utoku rijeke Altaelva čiji je kanjon najveći u Skandinaviji.
Prapovijesni petroglifi Alte su upisani na UNESCO-ov popis mjesta svjetske baštine u Europi 1985. godine.

## Povijest
Još u kameno dobu se na području današnje općine Alta vadio kvarcit od kojega je rađeno oruđe i oružje koje se može pronaći širom sjeverne Norveške. Po uzoru na jedan vrh koplja koji je pronađen tu, 1976. godine je izrađen grb grada Alte
U okolici grada nalaze se brojni petroglifi koji su rađeni od 4200. do 500. pr. Kr. Oni pripadaju kulturi Komsa koja je dobila ime po planini u općini Alta gdje su pronađeni prvi arheološki ostaci ove kulture.
1838. godine osnovana je općina Alta. 1854. godine, u Alti su pogubljeni vođe pobune Saamija (Kautokeino buna), Mons Somby i Aslak Hætta, koji su sahranjeni uz crkveno groblje u selu Kåfjordu nadomak Alte. Njihove glave su sahranjene uz njihova tijela, tek nakon protesta Saami aktivista 1997. godine, nakon što su 140 godina bile u Sveučilišnoj bolnici Kralj Fridrik u Oslu.
Tijekom Drugog svjetskog rata njemački bojni brod Tirpitz se poslužio fjordom Kåfjordenom kao lukom, gdje su ga oštetili saveznički avioni.
1979. godine, Saami aktivisti i borci za zaštitu prirode su tjednima demostrirali i borili se građanskim neposluhom protiv izgradnje brane za hidroelektranu na Altafjordenu (Altasaken). Brana je ipak naposljetku izgrađena i rijeka još uvijek pruža bogat ulov lososa.
1999. godine Alta je zbog konstantnog povećanja broja stanovnika postala gradom.

## Znamenitosti
Svjetska baština Petroglifi Alte (Helleristningene i Alta) su otkriveni 1972. godine, i od tada je pronađeno oko 5000 kamenja s urezanim crtežima. Najveći lokalitet je 
Jiepmaluokta, oko 4 km od središta grada Alta, gdje je pronađeno oko 3000 pojedinačnih petroglifa, te je taj lokalitet pretvoren u muzej na otvorenom (Alta muzej). Najstariji crteži potječu iz oko 4200. pr. Kr. dok su najmlađi iz oko 500. pr. Kr. Oni prikazuju prapovijesnu kulturu lovaca-sakupljača koji su lovili i kontrolirali krda sobova, pravili brodove, ribarili i prakticirali šamanske rituale kojima su obožavali medvjede i druge životinje. Ovi petroglifi su jedini spomenici iz kojih se može spoznati nešto o Komsa kulturi, za koju se vjeruje da je daleki predak naroda Saami.
- Alta muzej na otvorenom
- Ograđeno krdo jelena; dokaz pripitomljavanja sobova
- Interakcija čovjeka i soba
- Brodovi i apstraktni simboli
- Obala Langfjordena

## Gradovi prijatelji
Alta ima ugovore o partnerstvu s
- Oulu, Finska

## Vanjske poveznice
- Službena stranica  Arhivirana inačica izvorne stranice od 10. siječnja 2011. (Wayback Machine) (norv.)
- Alta - turistički vodič
- Fotografije Alte

### Ostali projekti
|  | Zajednički poslužitelj ima još gradiva o temi Alta |